# Thomas Cottam

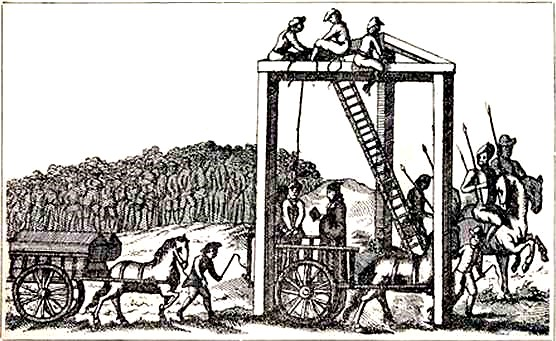
Thomas Cottam wurde wie viele andere Märtyrer auf dem Richtplatz in Tyburn gehängt

Thomas Cottam (* 1549 in Lancashire; † 30. Mai 1582 in London, Tyburn) war ein englischer Jesuit und Märtyrer. Thomas Cottam wurde am 29. Dezember 1886 von Papst Leo XIII. seliggesprochen, sein Fest ist am 1. Dezember.
Cottam wurde 1549 in Lancashire als Sohn von Laurence Cottam of Dilworth und der Anne Brewer geboren. Er studierte am Brasenose College in Oxford, wo er 1568 den Grad des Bachelor of Arts (B. A.) erwarb und am 14. Juli 1572 seinen Magister Artium. Er leitete anschließend in London eine Grammatikschule. In London traf er Thomas Pound, der ihn zum Katholizismus bekehrte.
Nach seinem Übertritt vom anglikanischen zum katholischen Glauben studierte er seit 1575 in Douai Philosophie und Theologie und wurde als Diakon am 8. April 1579 in Rom Jesuit. Als Missionar wollte er nach Ostindien, wurde aber wegen seiner gesundheitlichen Verfassung als dafür ungeeignet angesehen, weshalb man ihn nach Douai und Reims schickte. 1580 wurde Cottam zum Priester geweiht und dann zur Mission nach England geschickt.
Juni 1580 ging er in Dover an Land, wo er durch einen englischen Spion verraten und direkt verhaftet wurde. Zuerst wurde er im Gefängnis von Marshalsea inhaftiert, von wo er am 4. Dezember 1580 in den Tower von London verlegt wurde. Am 30. Mai 1582 wurde er zusammen mit anderen Priestern, so William Filby, Luke Kirby und Laurence Richardson in London auf dem Richtplatz in Tyburn hingerichtet. Alle vier wurden am 29. Dezember 1886 von Papst Leo XIII. seliggesprochen.